# Tropaeolum argentinum
Tropaeolum argentinum är en krasseväxtart som beskrevs av Franz Georg Philipp Buchenau. Tropaeolum argentinum ingår i släktet krassar, och familjen krasseväxter. Inga underarter finns listade i Catalogue of Life.